# Donacaula mucronella
Donacaula mucronella — вид лускокрилих комах родини вогнівок-трав'янок (Crambidae).

## Поширення
Вид поширений на значній частині Європи. Присутній у фауні України.

## Опис
Розмах крил самців 22-26 мм, самиць — 29-35 мм.

## Спосіб життя
Метелики літають з червня по вересень. Личинки живляться листям осоки, лепешняка та очерету.